# Tatay István
Tatay István (Keszőhidegkút, 1821. március 7. – Szentlőrinc, 1888. június 12.) evangélikus főiskolai igazgató, tanár.

## Élete
Apja, mint protestáns lelkész, fiát Kis János szuperintendens iskolatársa és barátja gondozása mellett neveltette Sopronban. A német egyetemeken, főleg Jenában, Halleban és Berlinben három évig bölcseleti és nyelvészeti tanulmányokat végezett, később Budapesten nevelősködött. Schedius Lajos fölhívására a budapesti ágostai evangélikus főgimnázium körében protestáns tanférfiak társaságában bölcseleti tanfolyamot indított meg, azonban csakhamar 1846-ban egyidőben Szarvasra és Sopronba hívták tanárnak. Tatay Sopronnak adott elsőséget. Jelen volt az 1848-ban megtartott első egyetemes tanügyi kongresszuson. Az 1848-as idők fergetege Tatayt is elragadta a tanszékről; lelkesen támogatta a forradalmat. 1848-49-ben határbiztos volt Kismarton környékén. Ezért és mint ékesszavú népszónokot Hauer császári biztos hivatalától megfosztotta és bujdosni kényszerítette. A lázas idők csillapultával Aradon a Purgly és Török családoknál nevelősködött, míg 1855-ben tanárnak választották a szarvasi főgimnáziumhoz. 1856-től 1884-ig három évi időszakonként megválasztották a főgimnázium igazgatójává. Betegeskedni kezdvén, nyugalomba vonult és 1888. június 12-én rokonai körében meghalt. A budapesti Fiumei úti sírkertben van eltemetve. A békéscsabai szülők olajba festették arcképét.
Költeménye van a Pesti Divatlapban. (1846. 25. sz.); cikkei a szarvasi ev. főgimnázium Értesítőjében (1856. Molitorisz Adolf tanár gyászemléke, 1857. Lingvisztikai jegyzetek a latin perfectum alakjairól, 1858. A magyar nyelv hajlításáról).

## Munkái
- Elegia, qua plurimum Rev. Dni Leopoldi Pecz, nomine universae juventutis schol. Soproniensis ev. a. e. deflet. Sopronii, die 29. Aprilis 1810. Sopronii.
- Elemi fi- és leánytanulók szavaló s olvasó könyve... Jobb irókból... Pest, 1847. és 1857.
- Költészeti és szónoklati remekek, magyar prosodiával, metrikával, s a költői és szónoki beszédnemek és fajok rövid elméleti fölvilágositásával... Pest, 1847. Online (Előszó kelt Sopronban.)
- Protestáns gymnasiumaink és főtanodáink gyökeres átalakulása iránti javaslat. Előkészületül az augusztusi értekezletre. Sopron, május végével 1848.

Szerkesztette a szarvasi ev. főgimnázium Értesítőit 1857-1860-ra.